# Mercedes-Benz F 600 Hygenius
Der F 600 Hygenius ist ein Brennstoffzellen-Konzeptfahrzeug von DaimlerChrysler.
Im Gegensatz zu den bisher entwickelten Brennstoffzellenfahrzeugen wie dem Mercedes-Benz F-Cell basiert der F 600 Hygenius nicht auf einem bestehenden Fahrzeug mit konventionellem Antrieb. Dies ermöglichte Lösungen wie einen Hinterradantrieb durch einen direkt an der Hinterachse montierten Elektromotor (85 kW, 350 Nm). Als Kraftstoff dient gasförmiger Wasserstoff, der bei einem Druck von 700 bar gespeichert wird. Dieser wird in einem Brennstoffzellenstack zur Erzeugung elektrischer Energie genutzt, diese treibt über eine Pufferbatterie den Elektromotor an.
Der Kraftstoffverbrauch des F 600 beträgt lt. Hersteller auf Dieseläquivalent umgerechnet 2,9 l/100 km. Dies führt zu einer Reichweite von 400 km.
Die technische Basis des Fahrzeugs bildet eine modifizierte A-Klasse von Mercedes-Benz. Die F 600-Serie soll das letzte Experimentalfahrzeug sein, die Erkenntnisse dieser Serie werden nun für die Entwicklung eines regulären Elektrohybrid-Antrieb für die B-Klasse eingesetzt. Der Einbau in eine serienmäßige B-Klasse ist ab 2009 geplant, ab 2012 soll der Antrieb dann wie ein konventioneller Motor verbaut und genutzt werden können. Die Marktreife wird allerdings erst 2020 erwartet, wenn der Preis für das Antriebskonzept auf 5–10 Prozent an den eines konventionellen Antriebs herangerückt ist.

## Erfolge
Der F 600 ist die konsequente Weiterentwicklung der vorherigen Generation – wie viel anzutreffen wurde der Druck in den Wasserstofftanks verdoppelt, zusammen mit einer Verbrauchsreduktion von 3,6 auf 2,9 Litern (Äquivalenzmenge Diesel) konnte so die Reichweite von 150 km auf 400 km gesteigert werden. Der Antrieb wurde um 40 Prozent verkleinert und die Höchstgeschwindigkeit konnte von 140 km/h auf 170 km/h gesteigert werden. Gleichzeitig wurde das Startverhalten verbessert, waren zum Vorwärmen früher noch bis zu zwei Minuten erforderlich, sind es beim F 600 nur noch bis zu 15 Sekunden, wobei der Antrieb jetzt auch Frostgrade bis etwa −25 °C verträgt, da der Brennstoffzellenstack im Stillstand entfeuchtet wird. Die Haltbarkeit der Membran konnte auf 2000 Stunden gesteigert werden, wobei etwa 4000 Stunden einem normalen Autoleben entsprechen.